# Desmoscolex klatti
Desmoscolex klatti är en rundmaskart som beskrevs av Allgen 1954. Desmoscolex klatti ingår i släktet Desmoscolex och familjen Desmoscolecidae. Inga underarter finns listade i Catalogue of Life.